# Паничьи Горки
Паничьи Горки — деревня в Ядровской волости Псковского района Псковской области.
Расположена на побережье реки Великая, в 12 км к юго-западу от южной границы Пскова и деревни Черёха.
| 2001 | 2002 | 2010 |
| ---- | ---- | ---- |
| 5    | ↗13  | ↘12  |